# オクサナ・チュソビチナ
オクサナ・アレクサンドロブナ・チュソビチナ（Oksana Aleksandrovna Chusovitina、1975年6月19日 - ）は、ソビエト連邦（現：ウズベキスタン）出身の女子体操競技選手。ソビエト連邦代表・ドイツ代表を経て2013年からウズベキスタン代表選手。

## 略歴
7歳で体操を始める。1990年にソビエト連邦のナショナルチーム入りし、1991年世界体操競技選手権（インディアナポリス）で金メダルを獲得。ソビエト連邦の崩壊を経て、独立国家共同体（EUN）として出場したバルセロナ五輪でも団体金メダルを獲得した。
当時17歳だったチュソビチナは、バルセロナ五輪後も祖国のウズベキスタンで現役を続行。しかし、ウズベキスタンの経済状況は芳しくなく、1994年アジア競技大会では有力選手以外の派遣を中止したため、団体総合に出場できないといった苦難もあった。
1997年に同郷のレスリング選手であるバホディル・クルバノフと結婚。翌年にアキレス腱を断裂し、選手生命の危機に直面する。リハビリ中の1999年に長男アリーシャが誕生した。
しかし、2002年にアリーシャが白血病を発病し、ドイツで治療を受ける。夫妻は国際的な実績があったため政府から年金が支給されていたが、治療費には足らず、チュソビチナも跳馬に出場を絞って競技生活を続け、スポンサーを探した。2003年世界体操競技選手権（アナハイム）では金メダルを獲得する。しかし翌2004年のアテネ五輪では、予選の一本目で転倒し、予選敗退と言う不本意な結果に終わった。
2006年にドイツに帰化。同年10月の世界選手権では、直前に国籍変更が認められ、11年ぶりに団体総合にも出場。2008年、自身五度目、ドイツ代表として初のオリンピックとなった北京五輪では、個人総合で9位と健闘。そして跳馬では銀メダルを獲得した。
2009年に再びアキレス腱を断裂。さらに肩を痛めたため、しばらく大会から遠ざかるが、2010年世界体操競技選手権（ロッテルダム）に出場した。同年のアジア大会では、母国ウズベキスタンのコーチとして参加。翌年の世界選手権（東京）で再び跳馬の銀メダルを手にした。
2012年、ロンドン五輪で女子体操選手として初めて6度目の五輪に出場した（ドイツ代表）。跳馬種目別で5位に入賞した。翌2013年以降、ウズベキスタン代表に復帰。同年4月より朝日生命体操クラブの選手兼コーチとして定期的に来日しており、9月の全日本社会人選手権に同クラブ所属として出場した。2014年、仁川・アジア競技大会に出場し、団体総合で5位、種目別跳馬で銀メダルを獲得した。
2016年、41歳でリオデジャネイロ五輪で女子体操選手として初めて7度目の五輪に出場（最多五輪出場記録更新）するとともに、跳馬種目別で7位に入賞した。翌2017年の世界選手権でも、同種目で5位入賞。
2018年、43歳でジャカルタ・アジア競技大会に出場し、跳馬で銀メダルを獲得した。
2021年、46歳で8度目の五輪となる東京オリンピックに種目別の跳馬で出場。今回が最後の五輪になると表明していた中で、予選1回目の演技で自身の名前がついた大技「チュソビチナ」を成功させ、2回の演技をミスなく行った。結果は2回合計で14.166（14位）と決勝進出ラインの8位には0.4点届かなかった。それでも、演技後には他の選手や大会関係者から拍手で称えられた。この演技を最後に、現役引退を表明した。
しかし、彼女にはウズベキスタン代表としてのメダルを取るという目標があった。そして東京オリンピックの翌月、自身のInstagramのストーリーで「ウズベキスタン代表としてのメダルなしではキャリアを終えることができない」と語り、2022年9月に中国・杭州で開催予定のアジア競技大会に出場するためにトレーニングを再開したと発表した。